# Mallada kinnaurensis
Mallada kinnaurensis är en insektsart som först beskrevs av Soumyendra Nath Ghosh 1977.  Mallada kinnaurensis ingår i släktet Mallada och familjen guldögonsländor. Inga underarter finns listade i Catalogue of Life.